# 何処へ行くの、あの日
『何処へ行くの、あの日』（どこへいくの、あのひ）は、MOONSTONEが同ブランドの第3作として2004年6月25日に発売した、18禁恋愛アドベンチャーゲームである（同ブランドでは「Serious Lyrical Fantasy ADV」と呼称）。その後、プリンセスソフトが2005年2月24日に『何処へ行くの、あの日 光る明日へ…』（どこへいくの、あのひ ひかるあしたへ）のタイトルでPS2版を発売した（CEROレーティング15歳以上対象）。同ブランドの作品のコンシューマーゲーム機への移植は本作が初となる。PS2初回限定版にはゲスト作家数名によるコメント付きのイラスト、一部イベントCGと各種イラストの原画を掲載した小冊子とドラマCD「みんなの夏休み」が付属。

## あらすじ
桐敷学園に通う学生、国見恭介は、少女を自らの手で殺したという記憶と、夜ごと繰り返されるその瞬間を見せられる悪夢、そして義理の妹である絵麻との誰にも言えない関係に悩まされていた。それらを除けば絵麻との二人暮らしの生活は至って平穏なものであったが、そんなある日、恭介は「マージ」と呼ばれる時間を遡れるという謎のドラッグが出回っていることを知る。マージに興味を抱き、いつしかこれを手に入れることになった恭介は自らを悩ませる忌まわしき記憶の真実を突きとめるべく、これを使う決意をする。そして、それは恭介の身近な少女たちがその心の中に秘めていたものに彼を導いていくことになるのだった。

## 物語の流れ
そもそも、ゲーム開始直後に現れる世界は「絵麻が自殺した世界」である。この世界を中心として、絵麻が見た「可能性があった世界」を見ていくことがこのゲームの大まかな展開となっている。そのため、最後にプレイするのは必ず絵麻のシナリオとなる。

## 登場人物

### 主人公
国見 恭介（くにみ きょうすけ）
主人公。桐敷学園の2年生。自分のことを男性として愛している絵麻に悩まされているが、絵麻のことを妹として愛しており、絵麻との関係に思い悩む。
幼少時、「選ばれなかった可能性の世界」を消しに訪れた「ソレ」を前にして突如、不思議な「力」に目覚め、「ソレ」を撃退して自分たちの世界を守ったことがある。しかし、成長した恭介にかつての力はない。

### ヒロイン
国見 絵麻（くにみ えま）
声：鷹月さくら
恭介の義妹。桐敷学園の1年生。義兄の恭介を男性として愛している。控えめで冷静な性格をしており、恭介以外の人間とは深く関わろうとしない。美しい容姿とミステリアスな雰囲気から男子生徒達の憧れの的である。
幼少の頃、心臓に病気を持っていたために手術を受けるが、その結果及びその後の人生については「世界」によって異なる。
「可能性があるいくつかの未来」を見る、つまり、今後起こりうることを事前に知る「力」を有している。どの「未来」が現実に起こるのかは絵麻にはわからない。入院中の絵麻は院内でその「未来」を見ており、かつての恭介の「力」の源泉も彼女の願いによるものである。最終的には恭介が自分を女性として愛する世界がないことを知り、恭介と男女として愛し合う世界を諦める。
神崎 千尋（かんざき ちひろ）
声：みる
恭介の幼馴染。日曜日に拾った黒猫のサンデーを連れている。明るく天真爛漫な性格をしており、年不相応の幼い言動が多い。
その正体は、「選ばれなかった世界」を消去し続ける「ソレ」の一味である。「桐敷学園に転校して、恭介と数年ぶりに再会する」というシナリオ序盤での名目の実態は、「選ばれなかった世界（＝主に物語が展開されていく世界）」を消去するために再び現れた、というものである。しかし、千尋自身は幼い頃に「仲間」と遊んだことを良い思い出として残しており、世界を消去することに苦悩している。
茂木 一葉（もぎ かずは）
声：北都南
恭介の1つ年下の幼馴染。桐敷学園の1年生。ケーキ作りが得意。一家が離散しており、今は生家に1人で双子の妹の双葉を待っている。明るくしっかりした性格。
一家離散の原因は双葉が実の兄から性的虐待を受けていたことにあるが、実は「一葉」を名乗る彼女は双葉で、性的虐待を受けていたのは一葉であり、一葉を守れなかった記憶から逃れるために自らを姉だと思い込んでいたのだった。
麻生 桐季（あそう とうり）
声：九条信乃
桐敷学園の3年生。絵麻と恭介の幼馴染。明るく大らかな性格をしており、恭介にお姉さんぶるがどこか抜けている為しまらない。
妹・夏美がいたがすでに亡くなっている。夏美の死に責任を感じている。
現実世界で恭介と結ばれているのは桐李である。
青井 智加子（あおい ちかこ）
声：木葉楓
桐敷学園の2年生。病弱なために留年しており、実年齢は恭介より1歳年上。控えめで清楚な性格。
恭介とは図書委員の仕事で初めて顔を合わせたが、亡き弟の智久は生前、恭介たちの仲間の1人だった。

### サブキャラクター
安西 幹子
声：かわしまりの
絵麻の同級生。人当りは良いが、本質的には陰湿で意地悪。絵麻を勝手にライバル視しており、絵麻に対して嫌がらせを行う。
島武
声：後野祭
主人公の悪友。
木之下
声：ルネッサンス山田
弁護士を目指すガリ勉タイプの優等生。絵麻に好意を持っている。
三木村 良
声：ルネッサンス山田
桐季の兄。冷淡な性格をしており、絵麻から嫌われている。
麻生 雪絵
声：かわしまりの
桐李の母。警察官。
麻生 夏夫
声：後野祭
桐李の義父。医師。冷酷な人物。「マージ」の開発に携わった。
三枝
声：歌織
麻生病院で働いているカウンセラー。一葉の治療を担当している。
“ソレ”
「可能性として存在した世界」のうち、「実際に選ばれた世界」以外の「選ばれなかった世界」を消去していく謎の存在。自らの一人称として「ソレ」を用いる。恭介たちからは「アレ」と呼ばれている。

## スタッフ
- プロデュース：恋純ほたる
- 企画、シナリオ：呉
- キャラクターデザイン、原画：かんの糖子、鷹乃みすづ
- 音楽：ave;new

## 主題歌
オープニングテーマ「追憶の破片」
作曲・編曲：たくまる / 作詞・歌：霜月はるか
エンディングテーマ「光の地図」
作曲・編曲：たくまる / 作詞・歌：霜月はるか
挿入歌「きっと微笑むから」
作詞：江幡育子 / 作曲：原田勝通 / 編曲：Angel Note / 歌：yozuca*